# Tunjuelito
Tunjuelito est le 6e district situé au sud de Bogota (Colombie). Sa superficie est de 10,28 km2 pour une population de 204 367 habitants.